# Liste der Rheinfähren

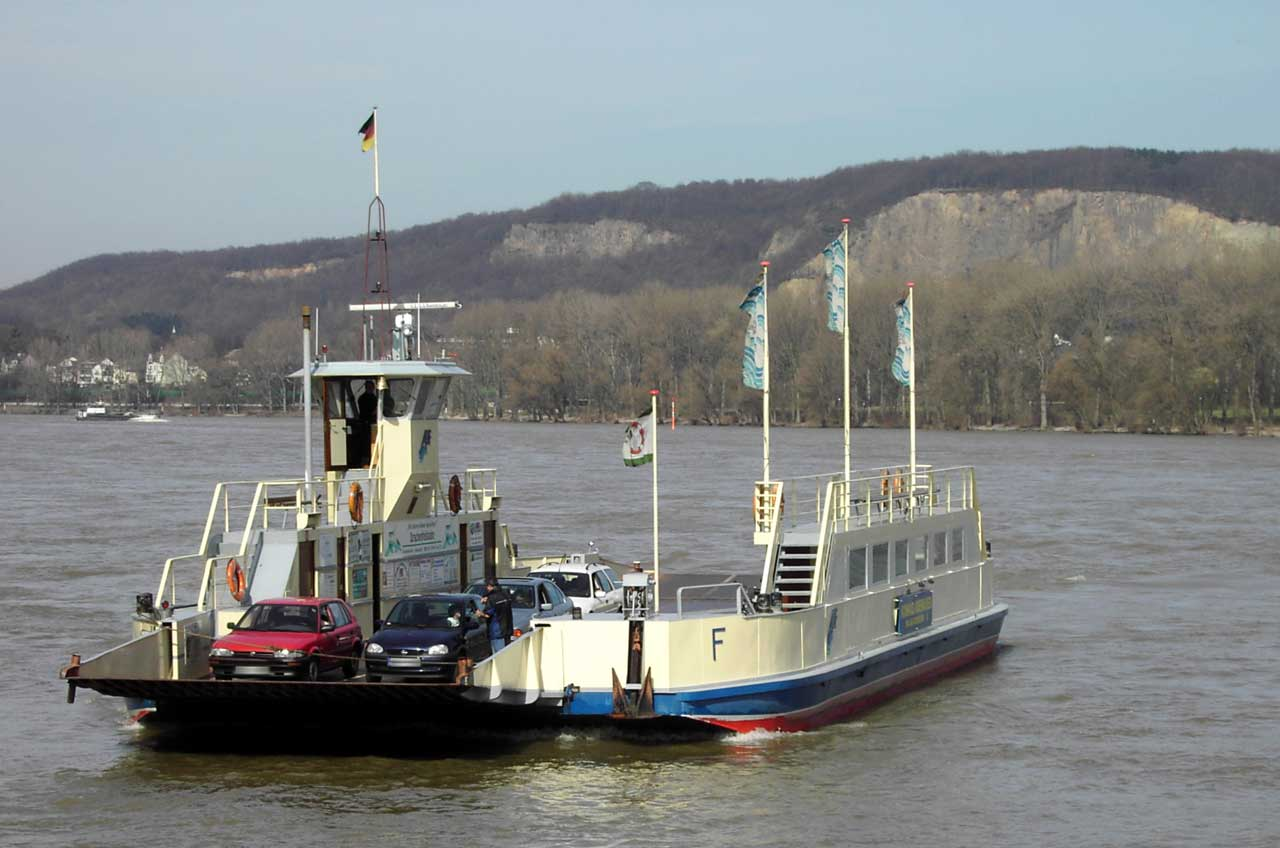
Rheinfähre Bad Godesberg–Niederdollendorf

Die Liste der Rheinfähren nennt Fährverbindungen auf dem Rhein bzw. auf seinen Mündungsarmen.

## Bedeutung
Den Rhein überspannen verhältnismäßig wenige Brücken (siehe Liste der Rheinbrücken), da deren Bau wegen der weitenteils erheblichen Breite des Rheins und der Notwendigkeit, den Rheinschiffsverkehr zuzulassen, sehr aufwendig und teuer ist. Die steilen Ufer im Bereich des Mittelrheins, der als Weltkulturerbe geschützt ist, erschweren zusätzlich eine Konstruktion. Deshalb sind die Brücken auf relativ wenige Stellen konzentriert, hauptsächlich auf die Großstädte wie Duisburg, Düsseldorf, Köln, Bonn, Koblenz, Mainz/Wiesbaden, Mannheim/Ludwigshafen und Karlsruhe. Außerdem verlaufen viele Brücken im Zuge von Autobahnen oder Eisenbahnen, die zum Teil große Umwege erfordern und für einige Verkehrsteilnehmer gar nicht nutzbar sind. Deshalb haben die Rheinfähren nach wie vor ihre Daseinsberechtigung, insbesondere für den Berufs- und Ausflugsverkehr.

## Fähren in Betrieb
| Abschnitt   | Stromkilometer    | Typ                         | Name Fährverbindung                                 | Fährschiff                                                              | Anleger linksrheinisch                     | Anleger rechtsrheinisch                | Bemerkungen (ggf. mit Bild)                                                                             |
| ----------- | ----------------- | --------------------------- | --------------------------------------------------- | ----------------------------------------------------------------------- | ------------------------------------------ | -------------------------------------- | --- |
| Hochrhein   | (circa 42)        | Personenfähre               | Fähre Paradies                                      | Zwei kleine Barken mit Außenborder                                      | Kloster Paradies in Schlatt TG             | Stemmer                                | Saisonbetrieb; Karteneintrag                                                                            |
| Hochrhein   | (circa 49)        | Personenfähre               | Rheinfall Fähre                                     |                                                                         | Schloss Laufen                             | Schlössli Wörth                        | Saisonbetrieb                                                                                           |
| Hochrhein   | 63                | Personenfähre (Rollfähre)   | Rheinfähre Ellikon–Nack                             | Rüedifaar                                                               | Ellikon am Rhein                           | Lottstetten-Nack                       | Saisonbetrieb, siehe                                                                                    |
| Hochrhein   |                   | Personenfähre               | Fähre Tössegg                                       |                                                                         | Tössegg                                    | Buchberg SH                            | Saisonbetrieb                                                                                           |
| Hochrhein   | 104               | Personenfähre               | Fähre Full–Waldshut                                 | Waldshut-Tiengen                                                        | Full-Reuenthal                             | Waldshut-Tiengen                       | einzige Fähre des Kantons Aargau mit festem Fahrplan                                                    |
| Hochrhein   | 133               | Personenfähre               | Fähre Mumpf–Bad Säckingen                           | Rhenus II                                                               | Mumpf                                      | Bad Säckingen                          | Nachweisbar im Mumpfer Dorfrecht von 1535                                                               |
| Hochrhein   | 154,42            | Personenfähre               | Fähre Kaiseraugst–Herten                            | Kaiseraugst-Herten                                                      | Kaiseraugst                                | Herten (bei Rheinfelden)               | |
| Hochrhein   | 165,60            | Personenfähren (Rollfähren) | St. Alban-Fähre                                     | Wild Maa                                                                | Grossbasel siehe auch Basler Fähren        | Kleinbasel                             | beim St. Alban-Quartier, oberhalb der Wettsteinbrücke                                                   |
| Hochrhein   | 166,26            | Personenfähren (Rollfähren) | Münster-Fähre                                       | Leu                                                                     | Grossbasel siehe auch Basler Fähren        | Kleinbasel                             | beim Basler Münster zwischen Wettstein- und Mittlerer Brücke                                            |
| Hochrhein   | 166,90            | Personenfähren (Rollfähren) | Klingental-Fähre                                    | Vogel Gryff                                                             | Grossbasel siehe auch Basler Fähren        | Kleinbasel                             | beim ehemaligen Kloster Klingenthal zwischen Mittlerer Brücke und Johanniterbrücke                      |
| Hochrhein   | 167,2 ~ 167,9     | Personenfähren (Rollfähren) | St. Johann-Fähre                                    | Ueli                                                                    | Grossbasel siehe auch Basler Fähren        | Kleinbasel                             | beim St. Johannspark zwischen Johanniter- (KM 167,23) und Dreirosenbrücke (KM 167,88)                   |
| Oberrhein   | 261               | Autofähre                   | Rheinfähre Rhinau – Kappel                          | Rhenanus                                                                | Rhinau (Elsass)                            | Kappel                                 | kostenlos                                                                                               |
| Oberrhein   | 318               | Autofähre                   | Rheinfähre Greffern – Drusenheim                    | Drusus                                                                  | Drusenheim (Elsass)                        | Greffern                               | kostenlos                                                                                               |
| Oberrhein   | 340               | (Hochseil-Gierfähre)        | Rheinfähre Plittersdorf – Seltz                     | Bac de Seltz                                                            | Seltz (Elsass)                             | Plittersdorf                           | kostenlos, bis zu 6 PkW ≤2 t                                                                            |
| Oberrhein   | 354               | Autofähre                   | Rheinfähre Neuburgweier – Neuburg                   | Baden-Pfalz                                                             | Neuburg am Rhein                           | Neuburgweier                           | Neuburg-Neuburgweier                                                                                    |
| Oberrhein   | 372               | Autofähre                   | Rheinfähre Leopoldshafen – Leimersheim              | Peter Pan                                                               | Leimersheim                                | Leopoldshafen                          | bis 120 t                                                                                               |
| Oberrhein   | 394               | Personenfähre               | Rheinhäuser Fähre                                   | Neptun                                                                  | Speyer                                     | Rheinhausen                            | Anlegestelle Rheinhausen im Berghausener Altrhein                                                       |
| Oberrhein   | 409,5             | Autofähre                   | Rheinfähre Brühl – Kollerinsel – Otterstadt         | Kollerfähre                                                             | Kollerinsel                                | Brühl                                  | Betrieb nur im Sommer                                                                                   |
| Oberrhein   | 415,50            | Autofähre                   | Rheinfähre Altrip – Mannheim                        | Altrip-Mannheim                                                         | Altrip                                     | Mannheim-Neckarau                      | Rheinfähre Altrip ↔ Mannheim-Neckarau                                                                   |
| Oberrhein   | 431               | Autofähre                   | Altrheinfähre Mannheim – Sandhofen                  | Emma                                                                    | Mannheim, Friesenheimer Insel              | Mannheim-Sandhofen                     | Rheinfähre Sandhofen ↔ Friesenheimer Insel                                                              |
| Oberrhein   | 440               | Personenfähre               | Altrheinfähre Lampertheim                           | Nibelungenland                                                          | Worms-Rheinpromenade                       | Lampertheimer Altrhein                 | |
| Oberrhein   | 461,70            | Autofähre                   | Rheinfähre Gernsheim – Eich                         | Helene früher Stadt Gernsheim                                           | Hamm am Rhein                              | Gernsheim                              | Rheinfähre Gernsheim ↔ Eich                                                                             |
| Oberrhein   | 480,60            | Autofähre                   | Rheinfähre Landskrone Nierstein                     | Landskrone und Landskrone 2, früher Kornsand                            | Nierstein                                  | Kornsand                               | Die Rheinfähre Landskrone bei Nierstein                                                                 |
| Oberrhein   | 503               | Personenfähre               | Rheinfähre Rettbergsaue                             | Tamara                                                                  | Wiesbaden-Biebrich                         | Schiersteiner Hafen sowie Rettbergsaue | Rheinfähre Tamara, Wiesbaden-Biebrich                                                                   |
| Oberrhein   | 508               | Personen-/ Fahrradfähre     | Fahrrad- und Personenfähre Budenheim – Niederwalluf | Philipp                                                                 | Budenheim                                  | Niederwalluf                           | Personen und Fahrräder, unregelmäßig                                                                    |
| Oberrhein   | 513,50            | Wirtschaftsfähre            | Fähre Mariannenaue                                  | Personenbarkasse Preußens Gloria und Fährprahm Marianne                 | Mariannenaue                               | Schloss Reinhartshausen                | betriebseigene Fähre                                                                                    |
| Oberrhein   | 519,20            | Autofähre                   | Rheinfähre Ingelheim-Nord – Mittelheim              | Michael und Horst                                                       | Ingelheim                                  | Mittelheim                             | |
| Mittelrhein | 527,30 l 527,40 r | Autofähre                   | Rheinfähre Bingen–Rüdesheim                         | Mary Roos, Rheintal und Stadt Rüdesheim; früher Europa und Baurat Stahl | Bingen (Hafen)                             | Rüdesheim                              | Autofähre Bingen–Rüdesheim mit Niederwalddenkmal                                                        |
| Mittelrhein | 527,17 r 528,57 l | Personenfähre               | Personenfähre Bingen – Rüdesheim                    | Stadt Bingen, früher Reg.-Rat Milatz                                    | Bingen (Brücke 5)                          | Rüdesheim (Brücke 8)                   | |
| Mittelrhein | 539,34 l 539,80 r | Autofähre                   | Mittelrheinfähre                                    | Niederheimbach-Lorch, Mittelrhein und St. Michael                       | Niederheimbach                             | Lorch                                  | lange Überfahrt rund um das große Lorcher Werth                                                         |
| Mittelrhein | 546,22 l 546,24 r | Autofähre                   | Rheinfähre Kaub – Pützenbach / Oberwesel            | Pfalzgrafenstein                                                        | Pützenbach (früher Engelsburg)             | Kaub                                   | |
| Mittelrhein | 546,05 l 546,20 r | Personenfähre               | Personenfähre zur Burg Pfalzgrafenstein             | Rheinland                                                               | Kauber Werth                               | Kaub                                   | |
| Mittelrhein | 556               | Autofähre                   | Fähre Loreley                                       | Loreley VI; früher Loreley V                                            | Sankt Goar                                 | Sankt Goarshausen                      | |
| Mittelrhein | 570,5             | Autofähre                   | Rheinfähre Boppard – Filsen                         | Stadt Boppard                                                           | Boppard                                    | Filsen                                 | |
| Mittelrhein | 591,5             | Personenfähre               | Rheinfähre Koblenz – Ehrenbreitstein                | Schängel                                                                | Koblenz                                    | Ehrenbreitstein                        | Die Personenfähre Schängel auf dem Rhein in Koblenz                                                     |
| Mittelrhein | 613,2             | Personenfähre               | Rheinfähre Andernach                                | MS Namedy                                                               | Andernach                                  | Leutesdorf                             | seit 2009                                                                                               |
| Mittelrhein | 622,6             | Autofähre                   | Autoschnellfähre Bad Breisig – Bad Hönningen        | Sankta Maria                                                            | Bad Breisig                                | Bad Hönningen                          | Autofähre Sankta Maria, Bad Hönningen                                                                   |
| Mittelrhein | 629,9             | Autofähre                   | Rheinfähre Linz–Kripp                               | Linz–Remagen und St. Johannes                                           | Remagen (Ortsteil Kripp)                   | Linz am Rhein                          | Rheinfähre Linz – Remagen, Luftaufnahme (2014)                                                          |
| Mittelrhein | 633,5             | Personen-/ und Fahrradfähre | Personenfähre Remagen – Erpel                       | Nixe                                                                    | Remagen                                    | Erpel                                  | |
| Mittelrhein | 640,2             | Autofähre                   | Rheinfähre Bad Honnef – Rolandseck                  | Siebengebirge                                                           | Rolandseck                                 | Bad Honnef                             | |
| Mittelrhein | 645               | Autofähre                   | Rheinfähre Königswinter – Mehlem                    | Königswinter IV                                                         | Bonn-Bad Godesberg (Ortsteil Mehlem)       | Königswinter                           | |
| Mittelrhein | 647,7             | Autofähre                   | Rheinfähre Bad Godesberg–Niederdollendorf           | Christophorus und Konrad Adenauer, früher St. Christophorus II          | Bonn-Bad Godesberg (Ortsteil Plittersdorf) | Königswinter-Niederdollendorf          | |
| Mittelrhein | 654,5             | Personenfähre               | Personenfähre Bonn-Beuel                            | Rheinnixe                                                               | Bonn                                       | Bonn-Beuel                             | Betrieb seit Juli 2022 eingestellt.                                                                     |
| Niederrhein | 659,8             | Autofähre                   | Rheinfähre Mondorf                                  | Mondorf                                                                 | Bonn-Graurheindorf                         | Niederkassel-Mondorf                   | |
| Niederrhein | 669               | Personenfähre               | Personenfähre Lülsdorf – Wesseling                  | Rheinschwan früher Marienfels                                           | Wesseling                                  | Niederkassel-Lülsdorf                  | mit dem neuen Schiff verlegte man die Fährstelle in Wesseling 100 m flussaufwärts zur Rampe             |
| Niederrhein | 677               | Personenfähre               | Fähre Weiß – Zündorf                                | Krokolino, KrokodilKöln-Weiß#Rheinfähre Krokodil und Frika              | Köln-Weiß                                  | Köln-Zündorf                           | |
| Niederrhein | 688,62            | Personenfähre               | Altstadtfähre / Rheinfähre Messe                    | Strolch früher Strolch und Stromer                                      | Köln (Nähe Musical-Dom / Hauptbahnhof)     | Köln-Deutz (Tanzbrunnen)               | seit Mai 2015 wieder in Betrieb                                                                         |
| Niederrhein | 705,3             | Autofähre                   | Rheinfähre Köln-Langel – Hitdorf                    | St. Michael, vorher Frits Middelanis                                    | Langel (Köln-Merkenich)                    | Leverkusen-Hitdorf                     | Auto- und Personenfähre zwischen Köln-Merkenich und Leverkusen-Hitdorf (ehemaliges Fährschiff bis 2023) |
| Niederrhein | 714               | Personenfähre               | Piwipper Böötchen                                   | Piwipp                                                                  | Dormagen-Rheinfeld                         | Monheim am Rhein                       | an Wochenenden und gesetzlichen Feiertagen                                                              |
| Niederrhein | 718               | Autofähre                   | Rheinfähre Zons-Urdenbach                           | Niederrhein                                                             | Stadt Zons                                 | Düsseldorf-Urdenbach                   | Auto- und Personenfähre zwischen Zorns und Düsseldorf-Urdenbach                                         |
| Niederrhein | 755,10            | Autofähre                   | Rheinfähre Langst–Kaiserswerth                      | Michaela II                                                             | Meerbusch-Langst                           | Düsseldorf-Kaiserswerth                | Auto- und Personenfähre zwischen Meerbusch-Langst und Düsseldorf-Kaiserswerth                           |
| Niederrhein | 792,6             | Autofähre                   | Rheinfähre Walsum-Orsoy                             | Glück auf                                                               | Rheinberg-Orsoy                            | Duisburg-Walsum                        | Auto- und Personenfähre zwischen Duisburg-Walsum und Rheinberg-Orsoy                                    |
| Niederrhein | 823,35            | Personen-/Fahrradfähre      | Personenfähre Bislich – Xanten                      | Keer Tröch II                                                           | Xanten-Beek                                | Wesel-Bislich                          | |
| Niederrhein | 837,3             | Personen-/ Fahrradfähre     | Fähre Rees – Reeserschanz                           | Rääße Pöntje                                                            | Reeserschanz in Kalkar-Niedermörmter       | Rees                                   | |
| Niederrhein | 845               | Personenfähre               | Fähre Grieth – Grietherort                          | Inseltreue                                                              | Kalkar-Grieth                              | Rees-Grietherort                       | |
| Niederrhein | 866,00            | Personenfähre               | Personenfähre Millingen – Pannerden                 | Heen en Weer V und Rhenus Vahalis                                       | Millingen am Rhein                         | Pannerden                              | |
| Rheindelta  | 869,5             | Personenfähre               | Personenfähre Millingerwaard – Doornenburg.         | Halve Maan und Rhenus Vahalis                                           | Millingen am Rhein                         | Doornenburg                            | |
| Rheindelta  | 914,80            | Personenfähre               | Fähre Warmel – Tiel                                 | Hendrikus                                                               | Wamel                                      | Tiel                                   | [ 14 ]                                                                                                  |
| Rheindelta  |                   |                             | Fähren bei Dordrecht                                |                                                                         | Dordrecht                                  |                                        | |

## Ehemalige Rheinfähren (Auswahl)
| Abschnitt   | Stromkilometer                      | Typ              | Name Fährverbindung                             | Fährschiff               | Anleger linksrheinisch | Anleger rechtsrheinisch | Bemerkungen / Bild |
| ----------- | ----------------------------------- | ---------------- | ----------------------------------------------- | ------------------------ | ---------------------- | ----------------------- | --- |
| Seerhein    | 1                                   | Personenfähre    | Konstanzer Rheinfähre                           | Komet, später Niederburg | Konstanz               | Konstanz-Petershausen   | aufgegeben 1991 mit der Eröffnung der Fahrradbrücke Konstanz |
| Hochrhein   |                                     | Personenfähre    | Fähre Nohl                                      |                          | Laufen-Uhwiesen        | Nohl ZH                 | 1956 ersetzt durch Rheinsteg Nohl |
| Oberrhein   | 472,50                              | Personenfähre    | Rheinfähre Guntersblum                          | König Gunther            | Guntersblum            | Kühkopf bzw. Erfelden   | Fährbetrieb 2012 eingestellt; für 2020 plante man die Neuinbetriebnahme mit einer Solarcatamaranfähre |
| Oberrhein   | 503                                 | Wirtschaftsfähre | Fähre Rettbergsaue                              | Rettbergsaue             | Insel Rettbergsaue     | Wiesbaden-Biebrich      | Die nicht öffentliche Fähre gehörte zum Campingplatz; sie wurde 2013 von einem Frachtschiff gerammt und ihr Betrieb eingestellt |
| Oberrhein   | 508                                 | Autofähre        | Fähre Walluf                                    | Stadt Rüdesheim          | Budenheim              | Niederwalluf            | vom 19. Februar 2015 bis zum 24. April 2015 betrieben wegen Sperrung der Schiersteiner Brücke der A 643 |
| Mittelrhein | 584,42 r 584,63 l 585,25 l 585,80 r | Personenfähre    | Personenfähre Lahnstein – Koblenz – Stolzenfels | Nixe                     | Koblenz-Stolzenfels    | Lahnstein               | verkehrte zwischen Kripp (Koblenz-Stolzenfels) über Oberlahnstein nach Koblenz-Stolzenfels und Niederlahnstein, September bis April 2010 nur eingeschränkt, im Herbst 2010 nach einem Motorschaden und aus Altersgründen eingestellt |
| Mittelrhein | 613,2                               | Autofähre        | Rheinfähre Andernach                            | Andernach                | Andernach              | Leutesdorf              | eingestellt am 29. Dezember 1985; neu verbunden seit 2009 (vgl. Mittelrhein oben) |
| Mittelrhein | 623,7                               | Personenfähre    | Personenfähre Bad Breisig – Bad Hönningen       | Brisiacum                | Bad Breisig            | Bad Hönningen           | eingestellt nach Tod des Fährmanns Helmut Mürl im August 2015; Neubetrieb bei km 622,6 (vgl. Mittelrhein oben) |
| Niederrhein |                                     | Autofähre        | Rheinfähre Himmelgeist-Uedesheim                |                          | Himmelgeist            | Uedesheim               | eingestellt nach Inbetriebnahme der Fleher Brücke am 2. Dezember 1979 |